# Martín Gómez de Herrera
Martín Gómez (Herrera del Duque, de Badajoz, 29 de julio de 1548). Fue capellán de Reyes Nuevos en la Santa Iglesia Catedral de Toledo, uno de los panteones oficiales de los reyes de Castilla. También ayudó a El Greco durante su estancia en la Toledo. 

## Trayectoria
Sus padres fueron Aparicio Sánchez y Mari García, vecinos de Herrera del Duque. Tomó posesión de su cargo en 1560, con solo 12 años. La capilla de Reyes Nuevos tuvo dos localizaciones dentro de la Catedral de Toledo, primero a los pies y luego, el definitivo, entre las capillas de Santa Leocadia y Santiago. En este tiempo era Arzobispo de Toledo Alonso de Fonseca. Debe estar enterrado en la iglesia de Herrera, como se desprende de la existencia de una lápida sepulcral en la cabecera de la nave lateral Norte, en perfecto estado de conservación.